# Lollius abdominalis
Lollius abdominalis är en insektsart som beskrevs av Stsl 1870. Lollius abdominalis ingår i släktet Lollius och familjen sköldstritar. Inga underarter finns listade i Catalogue of Life.